# Osvaldo Favrot
Osvaldo Favrot (Buenos Aires, 31 de diciembre de 1949) es un compositor argentino, guitarrista de rock y, a su vez, abogado de profesión, fundador en 1973 de la banda de rock progresivo Espíritu. Favrot también formó parte, como guitarrista y cantante, del grupo folklórico “Las Estrellas del Alba”, los grupos beat “Onda Corta” y “Verano”, participando en grabaciones y actuaciones de otros artistas como Sandra Mihanovich, Donald, Klauss, Redd, además de colaborar como solista en distintas producciones del rock argentino.

## Comienzos en el Folklore
Sus inicios musicales se remontan al año 1960, cuando comenzó a estudiar música y guitarra. Como muchos músicos en aquella época, tocaba y cantaba folklore argentino. Al poco tiempo empezó a actuar en peñas y festivales. A los 10 años de edad actuó en TV en canal 7, y en peñas como las del Club FCO, El Pial, y otras.
En 1963 ingresó como guitarrista y voz en el cuarteto “Las Estrellas del Alba”, grupo con el que hace presentaciones en radio y TV, entre ellos Escala Musical, La Carreta de los Abrodos y Guitarreada (siendo ganadores de este último certamen televisivo).

## Período Beat
Entre los años 1966 y 1972 forma parte de varios grupos de música beat y rock destacándose “Onda Corta”, grupo con el que firma contrato en EMI grabando varios temas editados en LP y simples, y el grupo “Verano” con el que graba como cantante y guitarrista varios éxitos incluidos en los álbumes recopilatorios del programa de televisión argentino de los años 60s, “Música en Libertad”.

## Espíritu
En 1973 es fundador de la banda de rock-progresivo Espíritu, con la que compone, graba y edita varios álbumes, siendo los más reconocidos “Crisálida” y “Libre y Natural” de los años 70s.   
También participó como guitarrista, bajista y cantante en la grabación de la obra La Biblia con el Ensamble Musical de Buenos Aires y músicos de la “Pesada del Rock”.    
Junto a Fernando Bergé (cantante), Favrot compuso la mayoría de las canciones de esta banda, como “Soy La Noche”, “La Casa de la Mente”, “Libre y Natural” y “Antes Tal Vez”.   
En Espíritu participaron músicos de destacada trayectoria, como el multinstrumentista, compositor y cantante David Lebon, los pianistas, tecladistas y compositores Gustavo Fedel, Ciro Fogliatta, Angel Mahler, Ernesto Romeo, y el baterista y percusionista Rodolfo Messina.   
Espíritu tuvo su etapa más progresiva y con un sonido más internacional durante la época tecladista Fedel en tiempos del disco "Crisálida" y hasta abril de 1975, cuando tras la actuación del grupo en el cine-teatro Regio, de Buenos Aires, dicho pianista abandonó la banda. A los pocos meses, Fedel fue reemplazado por el experimentado pianista y tecladista Ciro Fogliatta para la grabación del segundo álbum "Libre y Natural" editado en 1976 y presentado en dos  conciertos realizados en el teatro Coliseo, de Buenos Aires.  

## Solista
Favrot intervino en el homenaje a Atahualpa Yupanqui efectuado en el Centro Cultural San Martín junto a Litto Nebbia, Ciro Fogliatta, Liliana Vitale, Horacio Fontova, Pedro Conde, Alejandro Medina. 
Graba canciones para el álbum triple "Al Flaco Dale Gracias" y el álbum doble "Guardado en la Memoria", producidos por Fabián Spampinato, para FM-DRock. 
Participó con 3 canciones, ejecutando todos los instrumentos, en el Box Set de 9 CDs "Una Celebración del Rock Argentino", producido por Litto Nebbia para el sello Melopea. auspiciado por la Secretaría de Cultura de la Nación.
Grabó en vivo junto al grupo Redd para su álbum "Ceremonias Para Alzar El Telón", junto a Esteban Cerioni, Luis Albornoz, Juan "pollo" Raffo, Marco Tulio Pusineri, Carlos Garófalo, Jorge Minissale y Alejandro Ferrera. 
Actuó como invitado en conciertos del grupo Klauss de música electrónica.  
En abril de 2023 se editó el álbum solista "Polarians I" con 10 nuevas canciones instrumentales. Este álbum mezcla tanto fusión, latin-jazz, pop y detalles de rock progresivo y con un sonido distinto a sus trabajos anteriores. En agosto de 2023 Favrot fue distinguido como Socio Vitalicio en la Sociedad Argentina de Autores y compositores de Música (SADAIC).  
En diciembre de 2023 participó en el programa Anfitrión de Lito Vitale emitido por TVP, grabando como guitarrista el tema Ritual - Nous sommes du Soleil, del álbum Tales from Topographic Oceans, del grupo Yes, junto al propio Vitale en piano, Marina Wil en la voz y Luciano Vitale en batería. 

## Instrumentos y Estilo
Tanto en álbumes como en shows Favrot se ha decantado por las guitarras Gibson Les Paul , aunque ocasionalmente utiliza Fender Stratocaster, Yamaha SG 2000, y Washburn.
En guitarras acústicas usa tanto Fender de 12 cuerdas como Ovation y Yamaha. 
A lo largo de su carrera, sus amplificadores preferidos son los Acoustic Modelo 160.
Durante los años 70s participó en el diseño de la primera pedalera argentina de marca Audiophonic, que fue incluida en varias grabaciones. Su estilo ha combinado el rock progresivo clásico con guitarras rítmicas tanto eléctricas como acústicas. En los solos destaca con una marcada tendencia a lo melódico, utilizando generalmente un set de pedales de efectos de sustain, compresión y delay. 

## Otras Actividades
- Estudió música en el conservatorio Schubert de la Ciudad de Buenos Aires, junto al maestro Manuel Macedo.
- Se graduó en Química en la Escuela Industrial Ing. Huergo.
- Obtuvo el Título de Licenciado en Tecnología de los Alimentos en la Universidad Argentina de la Empresa (UADE).
- Se ha especializado en Control de la Calidad Estadístico y en Microbiología de Alimentos.
- Se graduó con el título de Abogado en la Universidad Argentina J.F. Kennedy. (UK)

## Discografía

### Solista - Álbumes
- Polarians I (2023).

### Solista - Compilados con Otros Artistas
- Al Flaco Dale Gracias – Álbum Triple (2007).
- Guardado en la Memoria – Álbum Doble (2009).
- Una Celebración del Rock Argentino (2010).

### Espíritu - Álbumes
- Crisálida (1975).
- Libre y Natural (1976).
- Espíritu III (1982).
- En Movimiento (1983).
- En Vivo En Obras 82 (1996).
- Fronteras Mágicas (2003).
- En Vivo 2004 (2005).
- Entreciclos (Digital) (2013).

### Espíritu - Simples
- Soy La Noche – Hoy Siempre Hoy (1973).
- Tiempo de Ideas (1974).
- Libre y Natural (1976).
- De Lado a Lado (1983).

### Espíritu - Compilados con Otros Artistas
- Rock Para Mis Amigos Vol: 3 (1973).
- La Biblia – Ensamble Musical de Buenos Aires (1974).
- A Todo Rock (1981).
- Historia Del Rock Argentino Vol. 3 (1982).
- Rock 20 Grandes Éxitos (1985).
- 30 Años de Rock Nacional (1996).
- Rock Nacional Colección de Oro (2000).
- 4 Décadas de Rock Nacional 1966-1976 (2006).

### Onda Corta
- Primer Festival Beat- Varios Artistas (1969).
- Tu Voz Calló - Simple (1969).
- EMI-sión Beat 1970 - Varios Artistas (1970).

### Participación en Otros álbumes
- Soy Lo Que Soy - Sandra Mihanovich (1984).
- La Dolce Vita - Donald (1984).
- Ceremonias Para Alzar El Telón - Redd (2013).
- La Fórmula Secreta de la Felicidad - Fabian Spampinato (2022).
- Petricor - Fabian Spampinato (2023).